# D20システム
d20システム(d20 system)は、アメリカのウィザーズ・オブ・ザ・コースト（Wizards of the Coast：略称WotC）が2000年に発表したテーブルトークRPGのルール体系のことである。ダンジョンズ&ドラゴンズ（以下、D&D）の基幹システムをベースに開発されている。

## 概要
20面ダイス（d20とはこの20面ダイスのことを指している）を用いて、ゲーム上のプレイヤーの行動の判定を行う、というのがこのシステムの特徴である。
例えばD&Dでは、攻撃がヒットしたか否かなど判定が必要な行動の際に、ゲームマスター（このゲームでは「ダンジョンマスター」と呼ばれる）が指定した基準値に、プレイヤーが出した20面ダイスの目と状況に応じた修正値を加えた値が達していれば成功、達していなければ失敗と判定される、といった具合である（ただし、これはあくまでも基本的なルールであり、実際はこれより複雑化していることもある）。
d20システムはウェブサイトでルールが無料で公開されており、誰でもこのルールを使用してゲームを製作することができる。アメリカではd20システムを使用したゲームがプロ・アマチュア問わず様々なデザイナーによって開発されている。
D&Dのルールがバージョンアップ（版上げ）される毎にd20システムも同時にバージョンアップされる。d20システムが発表された2000年当時はD&D第3版をベースにしたものだったが、2008年にD&D第4版が発売されると、d20システムのルールは4版のルールに合わせたものに改訂された。

## d20システムのライセンス
d20システムを使ったゲームは、原則的には商業展開することについても一切の許可はいらない。ただしそれは他者にコピーされても文句はいえないという意味でもある。無料配布を前提にしたアマチュアゲームならそれでもかまわないが商業製品はそうもいかない。そのため、WotCの著作権規約に従う一定の料金を支払いd20ライセンスを購入することで「d20システムロゴマーク」を商品につけることができる。このロゴがつけられた製品はWotCの著作権規約の元に権利が守られることになる。
d20システムの基本的な規約では、ルールは好きな部分だけ採用しても良いし改造することもかまわないとなっている。既存製品とデータの互換性を持たせても良いし互換性は考えなくてもかまわない。d20システムの考え方はコンピュータソフトウェアで言うオープンソースにとても近いもので、ガープスのような汎用システムとは似て非なるものになっている。（むしろ考え方としてはマギウスに近い。）
なお、ライセンスはD&D3版/3.5版をベースにしたd20システムと、D&D4版をベースにしたd20システムでは別物とみなされる。

## アメリカでのd20システム
アメリカでのプロのデザイナーがd20システムを使うメリットは二つである。一つは開発費を抑えられることで、もう一つはアメリカで圧倒的なシェアを持つ「ダンジョンズ&ドラゴンズ」のユーザーを潜在ユーザーとして取り込めることである。というのも、D&Dのサプリメントを正式に出すにはサードパーティーに参加する必要があるが、「D&Dとデータ的な互換性があるd20システムのルールブック」ならばd20システムロゴマークを購入するだけで販売が可能なのである。
これは開発力が小さいメーカーだけでなく、D&Dに匹敵する強力なコンテンツを持つメーカーにも福音になった。すなわち、そのゲームの世界観やテーマには興味はあるものの、ゲームシステムがD&Dではなかったために手を出さなかったという多数のゲーマーに対し、そのゲームのd20版を作ることで、D&Dのユーザーへの営業が可能となるからである。こうして「クトゥルフの呼び声」「トラベラー」「ファイティング・ファンタジー」「エヴァークエスト」などのビッグタイトルがd20システムに乗り入れるようになった。
d20システムはアメリカのテーブルトークRPG市場をわずか数年で席巻し、多くのメーカーがこぞってd20システムに参入した。一時期はd20システム以外の独自ルールの新製品の発売が極端に少なくなったことさえあった。現在ではこのような「d20バブル」の状況は沈静化している。
一部のD&Dプレイヤーを戯画化した漫画「マンチキン」がd20システムベースのD&Dサプリメントとして発表されるなど、D&Dの批評そのものがD&Dサプリメントになったような商品も発売されている。

## 日本でのd20システム
2009年現在、日本ではホビージャパンによるD&Dの展開は好調に続いているものの、それに比べるとd20システムそのものの展開はあまり重視されていない。
ウェブサイトでルールが無料公開されているd20システムのルールや使用方法に関するテキストはあくまで英語であって、日本語ではないという問題もある。たしかに英語のd20ルールはコピーレフト状態であるが、日本語への翻訳権は開放されていないのである。こうした言語障壁が、アマチュアデザイナーのd20システムによるオリジナルゲーム製作の大きな障害になっている。
一方で、d20システムのコンセプトとビジネスモデルは一定の評価を得ており、ソードワールドRPGをベースにしたグループSNEの「2d6システム」やアルシャードをベースにしたF.E.A.R.の「スタンダードRPGシステム」など、d20システムに範を取った共通システムの展開を図るケースも見られる。

### 日本で発売されたd20システム製品
D&Dのサプリメントとして明記されているものは除く。全てD&D3版/3.5版ベースのd20システム製品である。
- コール・オブ・クトゥルフ d20 （新紀元社）
- d20モダン （ホビージャパン）
- d20サイバースケープ （ホビージャパン）
- メタルヘッド Frontier 2150／d20 エディション　（ホビージャパン）
- ワースブレイド／d20　（ホビージャパン）
- d20ファイティングファンタジー （国際通信社)
  - シナリオ集。ルールは付属していないため実質的にはD&Dのサプリメント
- セブン・テイルズ・オブ・アドベンチャー （ホビージャパン）
  - ダンジョンズ&ドラゴンズ対応シナリオ集。ルールは付属していないため実質的にはD&Dのサプリメント
- ア・セブン・ゲーム・マッチ （ホビージャパン）
  - ダンジョンズ&ドラゴンズ対応シナリオ集 第2弾。ルールは付属していないため実質的にはD&Dのサプリメント
- 君が作る街、トーチ・ポート （ホビージャパン）
  - シティガイド。ルールは付属していないため実質的にはD&Dのサプリメント